# Epidemia de dengue de 2013 en Paraguay
La epidemia de dengue en Paraguay fue un brote epidémico de dengue en Paraguay ocurrido ya desde finales del año 2012 y durante todo el año 2013 prácticamente, siendo el peor registrado en la historia del país hasta la del 2019-2020 pero siendo aun así la más mortal.
Según las cifras del Dirección de Vigilancia de la Salud y del propio Ministerio de Salud de Paraguay, se confirmaron más de 130 mil casos de unos 150mil casos posibles (sospechosos), y 252 fallecieron, en un país de sólo 6,7 millones de habitantes. En Asunción y Central se registraron alrededor del 80% del total de los casos confirmados de dengue.

## Historia del dengue en Paraguay
Si bien el dengue ya tuvo sus brotes en las zonas urbanas desde finales de la década de 1980, la primera gran epidemia en el país se registró en los años 1999-2000. El dengue es un problema cotidiano de salud pública desde el año 2009 y en este periodo se vivieron dos epidemias de gran magnitud: la de 2011 y la de 2013. En ambas se detectó circulación simultánea de serotipos de dengue, pero con predominio del DEN-2.
Varias epidemias de gran magnitud fueron por serotipos únicos: 1999-2000 (DEN-1), 2006-2007 (DEN-3) y, a partir de 2009, las epidemias se instalan sobre territorios endémicos con circulación simultánea de serotipos (DEN-2, DEN-4, DEN-1) con predominio de DEN-2, afectando a gran número de población y trasladando susceptibilidad a población de niños y adolescentes. Sin embargo, Paraguay no presentaba víctima mortales por dengue hasta el año 2007.
Paraguay posee una de las tasas de incidencias de dengue más altas de la región, con 444,5 casos por cada 100.000 habitantes, según la Organización Mundial de la Salud; por debajo de Brasil (507,9 casos/ 100.000 habitantes), y por encima de Guyana Francesa (399,6 casos/ 100.000 habitantes), San Martín (269,6 casos/100.000 habitantes) y Honduras (234,6 casos/ 100.000 habitantes).

## Posibles causas
Según el doctor Silvio Ortega, responsable del Servicio Nacional de Erradicación del Paludismo (Senepa), había dicho el motivo principal fue el aumento de las lluvias. “Entre enero y abril llovió como nunca antes, lo que llevó a la multiplicación de mosquitos ya que aumentaron los criaderos”, expresó el doctor. También señaló que la excesiva cantidad de casos se debió a la mejoría en la detección de casos.
Históricamente el pico de la enfermedad se da hasta las primeras dos semanas de abril, para luego reducirse durante el invierno; pero este año el período se prolongó por la cantidad de lluvias, y también debido a que el invierno ha sido más cálido de lo usual.